# Michel Baranger
Michel Jacques Louis Baranger (Le Mans, 31 de julio de 1927-Tucson, 1 de octubre de 2014) fue un físico teórico franco-estadounidense.

## Biografía
Se matriculó en 1945 en la Escuela Normal Superior de París, donde se graduó en 1949. En 1951 recibió su doctorado en la Universidad Cornell bajo la supervisión de Hans Bethe con una disertación titulada Correcciones relativistas al desplazamiento Lamb. Luego en Caltech de 1953 a 1955, fue asistente de Richard Feynman. En 1955, se unió al departamento de física del Instituto Carnegie de Tecnología, donde se convirtió en profesor asistente en 1956 y profesor titular en 1964. En 1969 se convirtió en profesor del MIT, donde se jubiló como profesor emérito en 1997. Después de retirarse del MIT, trabajó en el Instituto de Sistemas Complejos de Nueva Inglaterra y fue profesor adjunto en la Universidad de Arizona en Tucson.
Entre 1961 y 1962 fue miembro principal de la Fundación Nacional de Ciencias de la Sorbona.

Sus investigaciones a finales de los años cincuenta y sesenta en espectroscopia de plasma y movimiento colectivo nuclear tuvieron un impacto particular. Más recientemente, Baranger había trabajado en las áreas del caos cuántico semiclásico y la especiación como sistema complejo.

Era ciudadano estadounidense. Fue elegido miembro de la Sociedad Estadounidense de Física en 1968.
A su muerte le sobrevivieron dos hijos, una hija, cuatro nietos y tres exesposas: Elizabeth Baranger (nacida en 1927, física e hija mayor de Harold Urey), Anne Gerard y Mary Lee Baranger.